# Paul Elmholt
Paul Elmholt Frandsen (født 29. februar 1928 i Aarhus, død 1. oktober 2022 i Næsby) var en dansk folkeskolelærer og politiker, der repræsenterede Det Radikale Venstre i Folketinget fra 1972 til 1975, ligesom han også var medlem af Fyns Amtsråd.
Elmholt voksede op i Vejen som søn af lærer Johan Bernt Frandsen og Anna Elmholt. Han blev matematisk-naturvidenskabelig student fra Vejle Gymnasium i 1947 og studerede derefter historie og geografi ved Aarhus Universitet. Det blev dog ikke til fuldførte studier. I stedet tog han lærereksamen fra Ribe Statsseminarium i 1952. Han kom derefter til Odense, hvor han blev lærer på folkeskolerne Holsedoreskolen og Provstegårdsskolen.
Sin politiske løbebane begyndte han allerede i 1940'erne; fra 1947 til 1949 var han formand for Radikal Ungdom i Aarhus og fra 1954-1960 formand for RU's lokalforening i Odense. I 1955 bliver han første gang opstillet til Folketinget. Det sker i Bækkekredsen. Her vælges han ikke, men er i to perioder i 1966 og 1971-1972 midlertidigt folketingsmedlem i A.C. Normanns fravær. I 1970 skifter han til Grindstedkredsen. Det giver heller ikke direkte valg, men da A.C. Normann udtræder af Folketinget i 1972, indsuppleres han og sidder frem til folketingsvalget 1975, hvor Det Radikale Venstre går kraftigt tilbage. Han bliver senere medlem af Fyns Amtsråd.